# Windsorsoppa

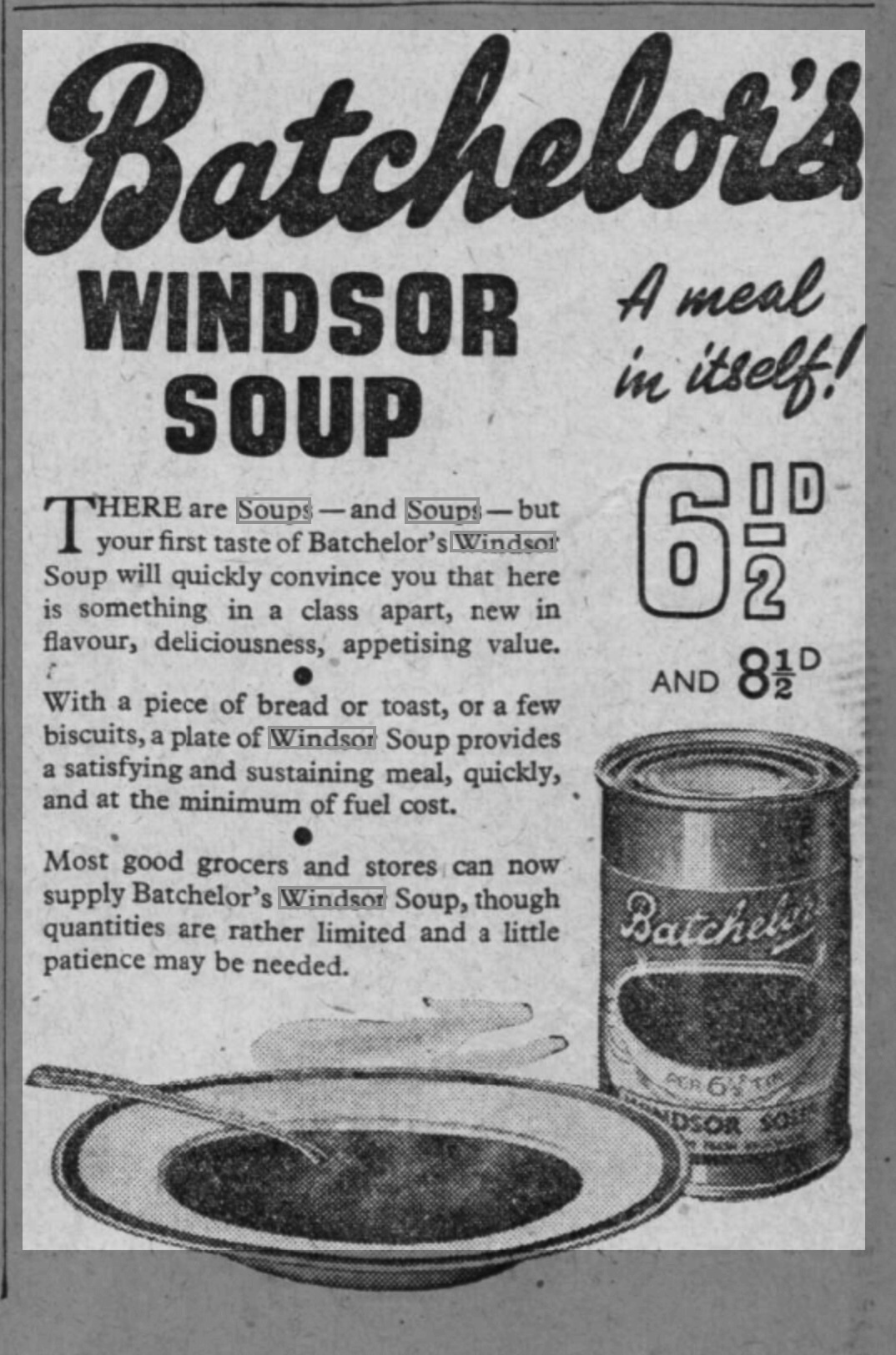
Annons för Batchelor's Windsor Soup 1942.

Windsorsoppa (engelska:Windsor soup) är en brittisk soppa som var populär under de viktorianska och edwardianska erorna och som ofta serverades vid Drottning Victorias banketter. Därefter har dock beteckningen brun windsorsoppa (brown Windsor soup) kommit att övergå till en rätt angivligen serverad vid British Rail och numera avses vanligen med "brun windsorsoppa" en soppa med tvivelaktigt innehåll och "välförtjänt dåligt rykte". (Brun) windsorsoppa förekommer ofta i brittisk litteratur, film och tv-serier, exempelvis i filmatiseringen av Agatha Christies Hercule Poirots jul och i episod 12 ("Råttan Basil") av Pang i bygget.
Det finns dock de som anser att mestadelen av historien bakom den bruna windsorsoppan är en skröna.
Huvudingredienserna utgörs av kalvlägg, rotfrukter (som palsternacka, rotselleri, morot), madeiravin (eller sherry) och örtkryddor.